# Edwin Holgate
Pour les articles homonymes, voir Holgate.
Edwin Holgate (né le 19 août 1892 à Allandale dans la province de l'Ontario, au Canada ; mort le 21 mai 1977 à Montréal) est artiste peintre et graveur canadien. Ses tableaux les plus connus sont des nus féminins en extérieur peints dans les années 1930. Son activité artistique est proche de celle du Groupe des Sept.

## Biographie
Edwin Holgate naît le 19 août 1892 dans le village d'Allandale, en Ontario au Canada (aujourd'hui la ville d'Innisfil). En 1895, sa famille va s'installer en Jamaïque, où son père trouve un poste d'ingénieur. Autour de 1897, Edwin retourne seul en Ontario et s'installe à Toronto pour ses études. Il va poursuivre ensuite ses études à Montréal en 1901 et s'inscrit à l'Art Association de Montréal où il reçoit l'enseignement de William Brymner puis de Maurice Cullen. Entre 1912 et 1915, il effectue plusieurs voyages, en France (à Paris), en Ukraine et au Japon. En 1922, Holgate organise sa première exposition au Club des arts de Montréal.

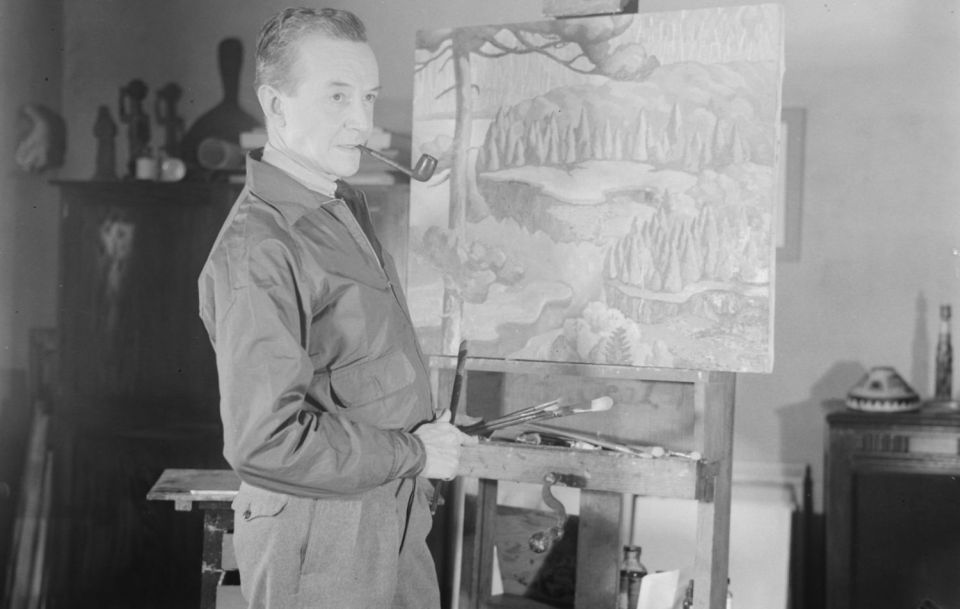
Edwin Holgate dans son atelier de Montréal, peignant un paysage.

Edwin Holgate devient professeur de gravure à l'École des beaux-arts de Montréal de 1928 à 1934. C'est pendant cette période que les artistes du Groupe des Sept l'invitent à faire partie de leur groupe. En 1935, Edwin Holgate est élu membre de l'Académie royale canadienne des beaux-arts. Ses œuvres sont exposées à la Galerie L'Art français à Montréal.
En 1975 et 1976, le Musée des beaux-arts du Canada organise une importante rétrospective sur l'œuvre de Holgate. Edwin Holgate meurt à Montréal le 21 mai 1977.

## Œuvres et collections publiques
- Art Gallery of Hamilton[5]
- Carleton University Art Gallery
- Glenbow-Alberta Institute
- McMichael Canadian Art Collection
- Musée des beaux-arts du Canada[6]

- Musée national des beaux-arts du Québec[7]
- Tom Thomson Memorial Art Gallery
- Vancouver Art Gallery

Edwin A. Sherrard au violon, 1934
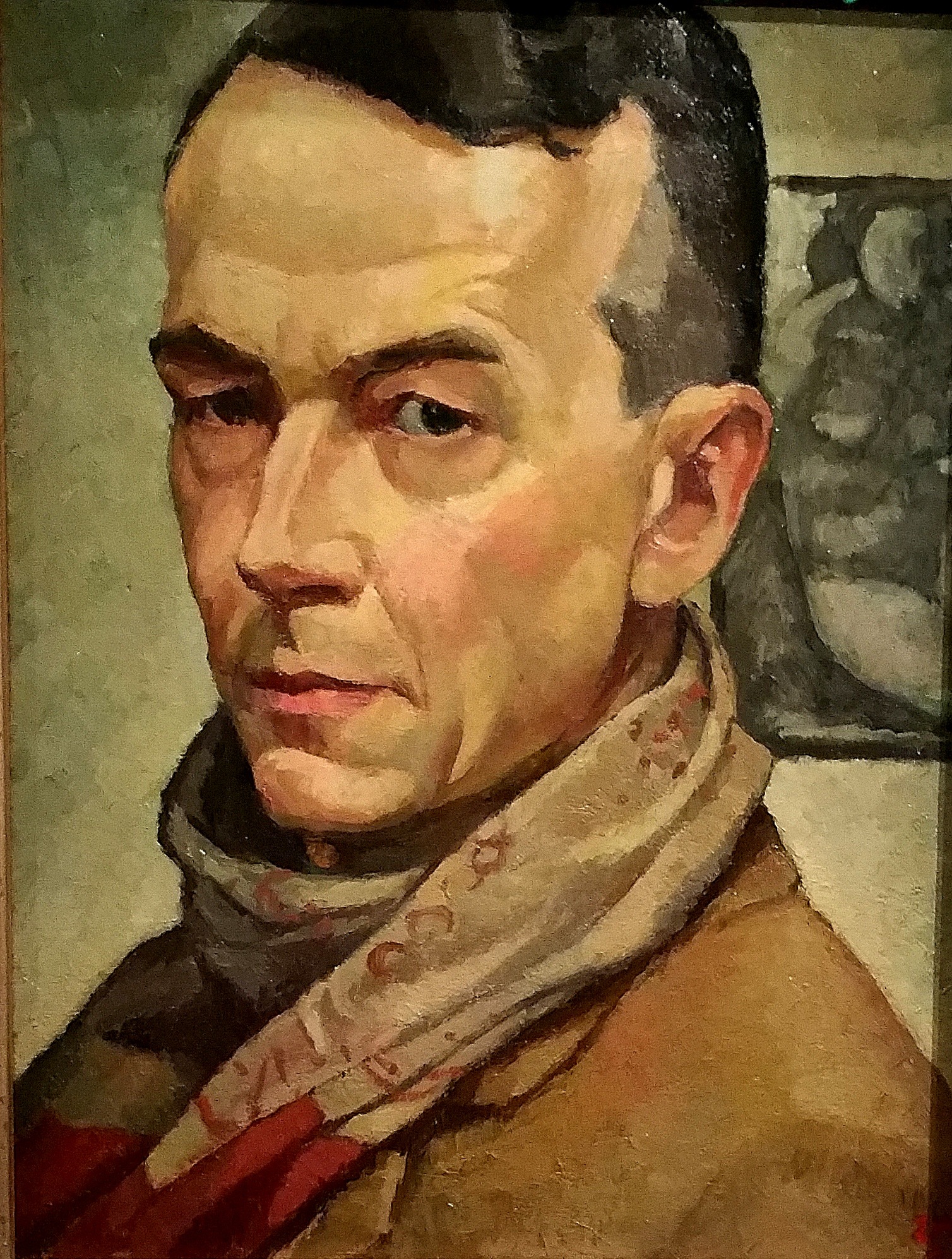
Autoportrait, 1934

## Publications
- Catalogue of wood block and linoleum prints by Edwin Holgate, Ivan Jobin, Maurice Le bel, Art Association of Montreal, 1924[8].